# Kirsch Mari
Kirsch Mari magyar manöken, modell, fotómodell.

## Élete
Gyermekként zongorázni tanult. Kozmetikustanuló lett, majd végzett kozmetikus. Barátai, ismerősei biztatták, hogy legyen manöken. Jelentkezett a Magyar Hirdetőbe manökennek.  
Képzett manöken lett, elvégezte az Állami Artistaképző Intézet manöken- és fotómodell szakát annak ellenére, hogy már legalább négy éve minden bemutatón szerepelt, mert működési engedélyhez kötötték a fellépéseket. Minden manökennek  el kellett végezni a manökenképzőt. 
Munkája nehezen indult, Az első két évben  nagybemutatókra nem is hívták, később azonban rengeteg felkérést kapott. Volt, aki jobban bejárta a világot, mint Kirsch Mari, amit nem sajnált, mert 1979-ben megszületett gyermeke. 
Rövid idő elteltével visszament, modellként dolgozott ismét. Egyszer azonban azt vette észre, hogy a korosztályából már csak egy-két lány van mellette, miközben egy más stílus is kialakult. 
15 év után abbahagyta a munkát, majd butikban dolgozott. Ribárszky Edit manöken testvére.